# Jeļena Ostapenko
Jeļena „Aļona” Ostapenko (ur. 8 czerwca 1997 w Rydze) – łotewska tenisistka, triumfatorka French Open 2017 w grze pojedynczej i US Open 2024 w grze podwójnej, finalistka Australian Open 2024 i 2025 w deblu oraz Wimbledonu 2019 w mikście.

## Kariera tenisowa

### 2012–2014
W zawodach rangi ITF w Tallinnie w roku 2012 po raz pierwszy przeszła przez kwalifikacje i wygrała jeden mecz w turnieju głównym.
Jeszcze w tym samym sezonie zdobyła pierwszy tytuł (w Sztokholmie).
Dwa lata później wygrała juniorski Wimbledon w grze pojedynczej oraz została brązową medalistką Igrzysk Olimpijskich Młodzieży w Nankinie.
9 września 2014 zadebiutowała w głównej drabince turnieju WTA podczas Tashkent Open 2014, odpadając w drugiej rundzie. W tym samym roku wygrała trzy singlowe i dwa deblowe turnieje rangi ITF.

### 2015
Na przełomie czerwca i lipca wystąpiła w wielkoszlemowym Wimbledonie. W meczu pierwszej rundy pokonała Carlę Suárez Navarro 6:2, 6:0. Przegrała z Francuzką Mladenovic. Odpadła na tym samym etapie w ostatnim wielkoszlemowym turnieju sezonu US Open, ulegając Sarze Errani w trzech setach. Dotarła również do finału rozgrywek w Québecu, w finale przegrywając z Anniką Beck 2:6, 2:6. Awans do finału sprawił, że Ostapenko zadebiutowała w czołowej setce rankingu. Ostatecznie zakończyła sezon plasując się na 79 miejscu. W tym sezonie w rozgrywkach rangi ITF zwyciężyła w jednym singlowym i w dwóch deblowych turniejach.

### 2016
W lutym po raz pierwszy w karierze awansowała do finału turnieju rangi WTA Premier 5 w Dosze. W finale lepsza od Łotyszki okazała się Carla Suárez Navarro, triumfując 1:6, 6:4, 6:4. Tak dobry wynik sprawił, że Ostapenko zadebiutowała w czołowej 50 rankingu WTA. Kolejne sukcesy odniosła w katowickim Spodku, gdzie doszła do półfinału turnieju rangi WTA International – Katowice Open. Przegrała z Włoszką Camilą Giorgi 4:6, 3:6.
W maju wystąpiła w Madrycie podczas Mutua Madrid Open. Zaliczyła udany występ, docierając do trzeciej rundy, gdzie z turnieju wyeliminowała ją późniejsza triumfatorka French Open – Garbine Muguruza.
Doszła również do dwóch ćwierćfinałów turniejów WTA w Birmingham i Florianópolis. Reprezentowała Łotwę na Letnich Igrzyskach Olimpijskich w Rio de Janeiro. Z turniejem pożegnała się w pierwszej rundzie, ulegając mistrzyni wielkoszlemowej Samancie Stosur 6:1, 3:6, 2:6.

### 2017
Sezon rozpoczęła od półfinału turnieju w Auckland. Na Australian Open odpadła w trzeciej rundzie, przegrywając z Karolíną Plíškovą 6:4, 0:6, 8:10. W lutym wygrała turniej deblowy w Petersburgu w parze z Alicją Rosolską. W kwietniu natomiast triumfowała w Stuttgarcie razem z Raquel Atawo.
Sezon na kortach ziemnych rozpoczęła od finału WTA Premier w Charleston. W drodze do meczu o tytuł pokonała m.in. Caroline Wozniacki. Ostatecznie jednak uległa Rosjance Kasatkinie 3:6, 1:6. W turnieju rangi WTA International w Pradze doszła do półfinału, ponownie pokonując Wozniacki w rundzie drugiej. Na przełomie maja i czerwca nastąpił przełom w jej singlowej karierze. Dotarła do finału French Open pokonując kolejno: Chirico, złotą medalistkę olimpijską Puig, Curenko, Stosur, Wozniacki oraz Bacsinszky. W finale zwyciężyła z rozstawioną z numerem trzecim Simoną Halep 4:6, 6:4, 6:3. Została pierwszym nierozstawionym zdobywcą paryskiego tytułu od czasu Gustavo Kuertena.
Podczas Wimbledonu zaprezentowała się równie dobrze, osiągając ćwierćfinał. W czwartej rundzie była lepsza od Eliny Switoliny 6:3, 7:6(6). W spotkaniu o półfinał przegrała z późniejszą finalistką zawodów, Amerykanką Venus Williams.
Na US Open 2017 dotarła do trzeciej rundy, ulegając Darii Kasatkinie. W przedostatnim tygodniu września sięgnęła po drugi tytuł w karierze. W finale turnieju WTA International w Seulu była lepsza od Beatriz Haddad Mai wynikiem 6:7(5), 6:1, 6:4. Zaliczyła udany występ Wuhan oraz w Pekinie, osiągając dwa półfinały, w których poniosła porażkę kolejno z Ashleigh Barty i Simoną Halep. Sezon zwieńczyła awansem do WTA Finals w Singapurze. Nie udało jej się wyjść z grupy. Pokonała Karolíne Plíškovą i przegrała z Garbiñe Muguruzą oraz Venus Williams. Rok zakończyła na 7. pozycji rankingowej.

### 2018
Ponownie doszła do trzeciej rundy Australian Open, odnosząc porażkę z Anett Kontaveit 3:6, 6:1, 3:6. Wygrała turniej deblowy w Dosze w parze Gabrielą Dabrowski. W marcu osiągnęła finał Miami Open, przegrywając z zeszłoroczną mistrzynią US Open, Sloane Stephens 6:7(5), 1:6. Dotarła do ćwierćfinałów w Petersburgu, Stuttgarcie, Rzymie oraz w Eastbourne. Do French Open przystąpiła jako obrończyni tytułu. Niespodziewanie musiała uznać wyższość Katerynie Baindl 5:7, 3:6 już w pierwszej rundzie.
W lipcu, awansowała do półfinału Wimbledonu, gdzie wynikiem 3:6, 3:6 uległa późniejszej mistrzyni turnieju Angelique Kerber. Końcówka sezonu nie należała do najbardziej udanych. Na US Open dotarła do trzeciej rundy, ulegając Marii Szarapowej. Również szybko pożegnała się z turniejami rozgrywanymi w Azji. Sezon zakończyła jako 22. rakieta świata.

### 2019
Sezon zaczęła od trzech porażek z rzędu. Pierwsze zwycięstwo odnotowała w Petersburgu, wygrywając z Kristiną Mladenovic. Przez kilka miesięcy nie była w stanie wygrać przynajmniej dwóch meczów z rzędu. W kwietniu w turnieju rozgrywanym w Charleston dotarła do trzeciej rundy, ulegając Madison Keys 5:7, 2:6. W następnych turniejach na kortach ziemnych, zwyciężyła tylko jedno spotkanie z sześciu rozegranych. W pierwszym turnieju na trawie dotarła do ćwierćfinału w Birmingham, gdzie po niewykorzystaniu piłek meczowych musiała uznać wyższość Petrze Martić. W trzeciej rundzie turnieju w Eastbourne poddała mecz w drugim secie spotkania przeciwko Jekatierinie Aleksandrowej. Porażka w pierwszej rundzie Wimbledonu sprawiła, że Ostapenko spadła na odległą, 83. pozycję w rankingu WTA.
Ostapenko dotarła do dwóch finałów deblowych: w Jurmale w parze z Galiną Woskobojewą oraz w Pekinie z Dajaną Jastremśką.
Końcówka sezonu obfitowała w same sukcesy. Ostapenko dotarła do finału turnieju rangi WTA International w Linz, przegrywając z 3:6, 6:1, 2:6 z piętnastoletnią Coco Gauff. Zakończyła rok zwycięstwem w turnieju tej samej rangi w Luksemburgu. W finale pokonała Julię Görges 6:4, 6:1. Zwycięstwo przypieczętowało jej trzeci tytuł w karierze. Awansowała na 44. miejsce w rankingu, kończąc sezon w czołowej 50.

## Historia występów wielkoszlemowych
Legenda
     W, wygrany turniej
     F, przegrana w finale
     SF, przegrana w półfinale
     QF, przegrana w ćwierćfinale
     xR, przegrana w x rundzie
     Qx, przegrana w x rundzie kwalifikacji
     A, brak startu
     NH, turniej nie odbył się

### Występy w grze pojedynczej
| Australian Open        | A   | A   | A   | A  | 1R | 3R | 3R | 1R | 2R | 1R | 3R | QF | 3R | 1R | 0 / 10 | 13 – 10 |  |  |  |  |  |  |  |  |  |  |  |
| French Open            | A   | A   | A   | Q1 | 1R | W  | 1R | 1R | 3R | 1R | 2R | 2R | 2R | 3R | 1 / 10 | 14 – 9  |  |  |  |  |  |  |  |  |  |  |  |
| Wimbledon              | A   | A   | A   | 2R | 1R | QF | SF | 1R | NH | 3R | 4R | 2R | QF | 1R | 0 / 10 | 20 – 10 |  |  |  |  |  |  |  |  |  |  |  |
| US Open                | A   | A   | A   | 2R | 1R | 3R | 3R | 3R | A  | A  | 1R | QF | 1R |    | 0 / 8  | 11 – 8  |  |  |  |  |  |  |  |  |  |  |  |
|                        |     |     |     |    |    |    |    |    |    |    |    |    |    |    |        |         |  |  |  |  |  |  |  |  |  |  |  |
| Ranking na koniec roku | 892 | 672 | 308 | 79 | 43 | 7  | 22 | 44 | 44 | 28 | 18 | 13 | 15 |    | 1 / 38 | 58 – 37 |  |  |  |  |  |  |  |  |  |  |  |

### Występy w grze podwójnej
| Australian Open        | A   | A   | A   | A   | 1R  | 1R | 1R | 2R | QF | 3R | 2R | 1R | F  | F  | 0 / 10 | 17 – 10 |  |  |  |  |  |  |  |  |  |  |  |
| French Open            | A   | A   | A   | A   | 1R  | 1R | 1R | QF | 3R | 3R | SF | 2R | 2R | 2R | 0 / 10 | 13 – 10 |  |  |  |  |  |  |  |  |  |  |  |
| Wimbledon              | A   | A   | A   | A   | 3R  | 1R | 3R | 1R | NH | 2R | SF | 1R | QF | F  | 0 / 9  | 16 – 7  |  |  |  |  |  |  |  |  |  |  |  |
| US Open                | A   | A   | A   | A   | 2R  | 1R | 1R | QF | A  | A  | 3R | 2R | W  |    | 1 / 7  | 13 – 6  |  |  |  |  |  |  |  |  |  |  |  |
|                        |     |     |     |     |     |    |    |    |    |    |    |    |    |    |        |         |  |  |  |  |  |  |  |  |  |  |  |
| Ranking na koniec roku | 934 | 409 | 452 | 152 | 101 | 42 | 38 | 22 | 19 | 23 | 14 | 36 | 6  |    | 1 / 36 | 59 – 33 |  |  |  |  |  |  |  |  |  |  |  |

### Występy w grze mieszanej
| Australian Open | A | A | A | A | A  | A  | A  | A | 2R | 1R | A  | QF | A | 1R | 0 / 4  | 3 – 3   |  |  |  |  |  |  |  |  |  |  |  |
| French Open     | A | A | A | A | A  | 1R | 1R | A | NH | A  | A  | 1R | A | A  | 0 / 3  | 0 – 3   |  |  |  |  |  |  |  |  |  |  |  |
| Wimbledon       | A | A | A | A | SF | A  | A  | F | NH | A  | QF | A  | A | 1R | 0 / 4  | 11 – 4  |  |  |  |  |  |  |  |  |  |  |  |
| US Open         | A | A | A | A | 1R | 2R | A  | A | NH | A  | QF | A  | A |    | 0 / 3  | 3 – 3   |  |  |  |  |  |  |  |  |  |  |  |
|                 |   |   |   |   |    |    |    |   |    |    |    |    |   |    |        |         |  |  |  |  |  |  |  |  |  |  |  |
|                 |   |   |   |   |    |    |    |   |    |    |    |    |   |    | 0 / 14 | 17 – 13 |  |  |  |  |  |  |  |  |  |  |  |

## Finały turniejów WTA
| Legenda                     | Legenda |
| --------------------------- | ------- |
| Wielki Szlem                |         |
| Igrzyska olimpijskie        |         |
| WTA Tour Championships      |         |
| 2009 – 2020                 |         |
| WTA Premier Mandatory       |         |
| WTA Premier 5               |         |
| WTA Premier                 |         |
| WTA International Series    |         |
| WTA 125K series (2012–2020) |         |
| od 2021                     |         |
| WTA 1000 (obowiązkowe)      |         |
| WTA 1000 (nieobowiązkowe)   |         |
| WTA 500                     |         |
| WTA 250                     |         |
| WTA 125                     |         |

### Gra pojedyncza 18 (9–9)
| Końcowy wynik | Nr | Data                 | Turniej     | Nawierzchnia    | Przeciwniczka            | Wynik finału     |
| ------------- | -- | -------------------- | ----------- | --------------- | ------------------------ | ---------------- |
| Finalistka    | 1. | 20 września 2015     | Québec      | Dywanowa (hala) | Annika Beck              | 2:6, 2:6         |
| Finalistka    | 2. | 27 lutego 2016       | Doha        | Twarda          | Carla Suárez Navarro     | 6:1, 4:6, 4:6    |
| Finalistka    | 3. | 9 kwietnia 2017      | Charleston  | Ceglana         | Darja Kasatkina          | 3:6, 1:6         |
| Zwyciężczyni  | 1. | 10 czerwca 2017      | French Open | Ceglana         | Simona Halep             | 4:6, 6:4, 6:3    |
| Zwyciężczyni  | 2. | 24 września 2017     | Seul        | Twarda          | Beatriz Haddad Maia      | 6:7(5), 6:1, 6:4 |
| Finalistka    | 4. | 31 marca 2018        | Miami       | Twarda          | Sloane Stephens          | 6:7(5), 1:6      |
| Finalistka    | 5. | 13 października 2019 | Linz        | Twarda (hala)   | Coco Gauff               | 3:6, 6:1, 2:6    |
| Zwyciężczyni  | 3. | 20 października 2019 | Luksemburg  | Twarda (hala)   | Julia Görges             | 6:4, 6:1         |
| Zwyciężczyni  | 4. | 26 czerwca 2021      | Eastbourne  | Trawiasta       | Anett Kontaveit          | 6:3, 6:3         |
| Finalistka    | 6. | 19 września 2021     | Luksemburg  | Twarda (hala)   | Clara Tauson             | 3:6, 6:4, 4:6    |
| Zwyciężczyni  | 5. | 19 lutego 2022       | Dubaj       | Twarda          | Wieronika Kudiermietowa  | 6:0, 6:4         |
| Finalistka    | 7. | 25 czerwca 2022      | Eastbourne  | Trawiasta       | Petra Kvitová            | 3:6, 2:6         |
| Finalistka    | 8. | 25 września 2022     | Seul        | Twarda          | Jekatierina Aleksandrowa | 6:7(4), 0:6      |
| Zwyciężczyni  | 6. | 25 czerwca 2023      | Birmingham  | Trawiasta       | Barbora Krejčíková       | 7:6(8), 6:4      |
| Zwyciężczyni  | 7. | 13 stycznia 2024     | Adelaide    | Twarda          | Darja Kasatkina          | 6:3, 6:2         |
| Zwyciężczyni  | 8. | 4 lutego 2024        | Linz        | Twarda (hala)   | Jekatierina Aleksandrowa | 6:2, 6:3         |
| Finalistka    | 9. | 15 lutego 2025       | Doha        | Twarda          | Amanda Anisimova         | 4:6, 3:6         |
| Zwyciężczyni  | 9. | 21 kwietnia 2025     | Stuttgart   | Ceglana (hala)  | Aryna Sabalenka          | 6:4, 6:1         |

### Gra podwójna 22 (11–11)
| Końcowy wynik | Nr  | Data                 | Turniej         | Nawierzchnia   | Partnerka          | Przeciwniczki                              | Wynik finału      |
| ------------- | --- | -------------------- | --------------- | -------------- | ------------------ | ------------------------------------------ | ----------------- |
| Zwyciężczyni  | 1.  | 5 lutego 2017        | Petersburg      | Twarda (hala)  | Alicja Rosolska    | Darija Jurak Xenia Knoll                   | 3:6, 6:2, 10–5    |
| Zwyciężczyni  | 2.  | 30 kwietnia 2017     | Stuttgart       | Ceglana (hala) | Raquel Atawo       | Abigail Spears Katarina Srebotnik          | 6:4, 6:4          |
| Zwyciężczyni  | 3.  | 18 lutego 2018       | Doha            | Twarda         | Gabriela Dabrowski | Andreja Klepač María José Martínez Sánchez | 6:3, 6:3          |
| Finalistka    | 1.  | 28 lipca 2019        | Jurmała         | Ceglana        | Galina Woskobojewa | Sharon Fichman Nina Stojanović             | 6:2, 6:7(1), 6–10 |
| Finalistka    | 2.  | 6 października 2019  | Pekin           | Ceglana        | Dajana Jastremśka  | Sofia Kenin Bethanie Mattek-Sands          | 3:6, 7:6(5), 7–10 |
| Finalistka    | 3.  | 28 lutego 2020       | Doha            | Twarda         | Gabriela Dabrowski | Hsieh Su-wei Barbora Strýcová              | 2:6, 7:5, 2–10    |
| Finalistka    | 4.  | 5 marca 2021         | Doha            | Twarda         | Monica Niculescu   | Nicole Melichar Demi Schuurs               | 2:6, 6:2, 8–10    |
| Zwyciężczyni  | 4.  | 23 października 2021 | Moskwa          | Twarda         | Kateřina Siniaková | Nadija Kiczenok Raluca Olaru               | 6:2, 4:6, 10–8    |
| Finalistka    | 5.  | 19 lutego 2022       | Dubaj           | Twarda         | Ludmyła Kiczenok   | Wieronika Kudiermietowa Elise Mertens      | 1:6, 3:6          |
| Zwyciężczyni  | 5.  | 19 czerwca 2022      | Birmingham      | Trawiasta      | Ludmyła Kiczenok   | Elise Mertens Zhang Shuai                  | walkower          |
| Finalistka    | 6.  | 25 czerwca 2022      | Eastbourne      | Trawiasta      | Ludmyła Kiczenok   | Aleksandra Krunić Magda Linette            | walkower          |
| Zwyciężczyni  | 6.  | 20 sierpnia 2022     | Cincinnati      | Twarda         | Ludmyła Kiczenok   | Nicole Melichar-Martinez Ellen Perez       | 7:6(5), 6:3       |
| Finalistka    | 7.  | 17 lutego 2023       | Doha            | Twarda         | Ludmyła Kiczenok   | Coco Gauff Jessica Pegula                  | 4:6, 6:2, 7–10    |
| Zwyciężczyni  | 7.  | 7 stycznia 2024      | Brisbane        | Twarda         | Ludmyła Kiczenok   | Greet Minnen Heather Watson                | 7:5, 6:2          |
| Finalistka    | 8.  | 28 stycznia 2024     | Australian Open | Twarda         | Ludmyła Kiczenok   | Hsieh Su-wei Elise Mertens                 | 1:6, 5:7          |
| Zwyciężczyni  | 8.  | 29 czerwca 2024      | Eastbourne      | Trawiasta      | Ludmyła Kiczenok   | Gabriela Dabrowski Erin Routliffe          | 5:7, 7:6(2), 10–8 |
| Zwyciężczyni  | 9.  | 6 września 2024      | US Open         | Twarda         | Ludmyła Kiczenok   | Kristina Mladenovic Zhang Shuai            | 6:4, 6:3          |
| Finalistka    | 9.  | 26 stycznia 2025     | Australian Open | Twarda         | Hsieh Su-wei       | Kateřina Siniaková Taylor Townsend         | 2:6, 7:6(4), 3:6  |
| Zwyciężczyni  | 10. | 8 lutego 2025        | Abu Zabi        | Twarda         | Ellen Perez        | Kristina Mladenovic Zhang Shuai            | 6:2, 6:1          |
| Finalistka    | 10. | 22 lutego 2025       | Dubaj           | Twarda         | Hsieh Su-wei       | Kateřina Siniaková Taylor Townsend         | 6:7(5), 4:6       |
| Zwyciężczyni  | 11. | 6 kwietnia 2025      | Charleston      | Ceglana        | Erin Routliffe     | Caroline Dolehide Desirae Krawczyk         | 6:4, 6:2          |
| Finalistka    | 11. | 13 lipca 2025        | Wimbledon       | Trawiasta      | Hsieh Su-wei       | Wieronika Kudiermietowa Elise Mertens      | 6:3, 2:6, 4:6     |

### Gra mieszana 1 (0–1)
| Końcowy wynik | Nr | Data          | Turniej   | Nawierzchnia | Partner          | Przeciwnicy             | Wynik finału |
| ------------- | -- | ------------- | --------- | ------------ | ---------------- | ----------------------- | ------------ |
| Finalistka    | 1. | 14 lipca 2019 | Wimbledon | Trawiasta    | Robert Lindstedt | Latisha Chan Ivan Dodig | 2:6, 3:6     |

## Występy w Turnieju Mistrzyń

### W grze pojedynczej
| Rok  | Rezultat     | Przeciwniczka                                     | Wynik                              |
| 2017 | Faza grupowa | Garbiñe Muguruza Venus Williams Karolína Plíšková | 3:6, 4:6 5:7, 7:6(3), 5:7 6:3, 6:1 |

### W grze podwójnej
| Rok  | Rezultat     | Partnerka        | Przeciwniczki                                                                                      | Wynik                   |
| 2022 | Półfinał     | Ludmyła Kiczenok | Barbora Krejčíková Kateřina Siniaková                                                              | 6:7(5), 2:6             |
| 2024 | Faza grupowa | Ludmyła Kiczenok | Kateřina Siniaková Taylor Townsend Hsieh Su-wei Elise Mertens Nicole Melichar-Martinez Ellen Perez | 6:3, 3:6, 9–11 1:6, 3:6 |

## Występy w Turnieju WTA Elite Trophy

### W grze pojedynczej
| Rok  | Rezultat     | Przeciwniczka                            | Wynik                                    |
| 2018 | Wycofanie    | zrezygnowała ze startu mimo kwalifikacji | zrezygnowała ze startu mimo kwalifikacji |
| 2023 | Faza grupowa | Donna Vekić Zheng Qinwen                 | 4:6, 6:4, 6:1 4:6, 6:1, 2:6              |

## Finały turniejów ITF
| turnieje z pulą nagród 100 000 $ |
| turnieje z pulą nagród 75 000 $  |
| turnieje z pulą nagród 50 000 $  |
| turnieje z pulą nagród 25 000 $  |
| turnieje z pulą nagród 15 000 $  |
| turnieje z pulą nagród 10 000 $  |

### Gra pojedyncza 10 (7–3)
| Rezultat     |    | Data       | Turniej     | ($)    | Naw.            | Przeciwniczka          | Wynik            |
| Zwyciężczyni | 1. | 04/11/2012 | Sztokholm   | 10 000 | Twarda (hala)   | Ellen Allgurin         | 6:1, 6:3         |
| Zwyciężczyni | 2. | 23/02/2013 | Helsingborg | 10 000 | Dywanowa (hala) | Ellen Allgurin         | 6:2, 7:6(3)      |
| Zwyciężczyni | 3. | 17/11/2013 | Helsinki    | 10 000 | Twarda (hala)   | Susanne Celik          | 7:5, 4:6, 7:5    |
| Zwyciężczyni | 4. | 13/04/2014 | Pula        | 10 000 | Ceglana         | Jade Suvrijn           | 7:6(4), 6:1      |
| Zwyciężczyni | 5. | 27/04/2014 | Pula        | 10 000 | Ceglana         | Yvonne Cavalle-Reimers | 6:2, 7:5         |
| Zwyciężczyni | 6. | 04/05/2014 | Pula        | 10 000 | Ceglana         | Alice Balducci         | 4:6, 7:6(1), 6:3 |
| Finalistka   | 1. | 23/11/2014 | Zawada      | 25 000 | Dywanowa (hala) | Océane Dodin           | 5:7, 4:6         |
| Zwyciężczyni | 7. | 01/03/2015 | Petersburg  | 50 000 | Twarda (hala)   | Patricia Maria Țig     | 3:6, 7:5, 6:2    |
| Finalistka   | 2. | 28/03/2015 | Quanzhou    | 50 000 | Twarda          | Jelizawieta Kuliczkowa | 1:6, 7:5, 5:7    |
| Finalistka   | 3. | 02/08/2015 | Sobota      | 75 000 | Ceglana         | Petra Cetkovská        | 6:3, 5:7, 2:6    |

### Gra podwójna 9 (8–1)
| Rezultat     |    | Data       | Turniej             | ($)    | Naw.            | Partnerka            | Przeciwniczki                          | Wynik             |
| Zwyciężczyni | 1. | 27/10/2012 | Sztokholm           | 10 000 | Twarda (hala)   | Donika Bashota       | Maria Mokh Eva Paalma                  | 7:6(4), 6:1       |
| Zwyciężczyni | 2. | 22/02/2013 | Helsingborg         | 10 000 | Dywanowa (hala) | Ellen Allgurin       | Cornelia Lister Lisanne van Riet       | 6:2, 6:7(4), 10–7 |
| Zwyciężczyni | 3. | 30/03/2013 | Tallinn             | 25 000 | Twarda (hala)   | Anett Kontaveit      | Ludmyła Kiczenok Nadija Kiczenok       | 2:6, 7:5, 10–0    |
| Zwyciężczyni | 4. | 19/07/2013 | Imola               | 25 000 | Dywanowa        | Ludmyła Kiczenok     | Katharina Lehnert Alice Matteucci      | 6:4, 3:6, 10–3    |
| Zwyciężczyni | 5. | 16/11/2013 | Helsinki            | 10 000 | Twarda (hala)   | Eva Paalma           | Quirine Lemoine Martina Přádová        | 6:2, 5:7, 11–9    |
| Zwyciężczyni | 6. | 11/04/2014 | Pula                | 10 000 | Ceglana         | Mana Ayukawa         | Alice Balducci Diana Buzean            | 7:5, 3:6, 10–5    |
| Zwyciężczyni | 7. | 26/04/2014 | Pula                | 10 000 | Ceglana         | Rosalie van der Hoek | Yvonne Cavallé Reimers Olga Sáez Larra | 6:1, 2:6, 10–6    |
| Zwyciężczyni | 8. | 30/01/2015 | Andrézieux-Bouthéon | 25 000 | Twarda (hala)   | Gioia Barbieri       | Lesley Kerkhove Ana Vrljić             | 2:6, 7:6(4), 10–3 |
| Finalistka   | 1. | 31/07/2015 | Sobota              | 75 000 | Ceglana         | Cornelia Lister      | Kiki Bertens Richèl Hogenkamp          | 6:7(2), 4:6       |

## Występy w igrzyskach olimpijskich

### Gra pojedyncza
| Runda                                                                          | Przeciwniczka                                | Wynik            |
| ------------------------------------------------------------------------------ | -------------------------------------------- | ---------------- |
|                                                                                |                                              |                  |
| Letnie Igrzyska Olimpijskie w Rio de Janeiro 2016, reprezentując państwo Łotwa |                                              |                  |
| I runda                                                                        | Australia: Samantha Stosur [13]              | 6:1, 3:6, 2:6    |
|                                                                                |                                              |                  |
| Letnie Igrzyska Olimpijskie w Tokio 2020, reprezentując państwo Łotwa          |                                              |                  |
| I runda                                                                        | Rosyjski Komitet Olimpijski: Jelena Wiesnina | 4:6, 7:6(2), 4:6 |
|                                                                                |                                              |                  |
| Letnie Igrzyska Olimpijskie w Paryżu 2024, reprezentując państwo Łotwa [10]    |                                              |                  |
| I runda                                                                        | Kolumbia: Camila Osorio [ITF]                | 4:6, 3:6         |

### Gra podwójna
| Runda                                                                 | Partnerka            | Przeciwniczki                            | Wynik          |
| --------------------------------------------------------------------- | -------------------- | ---------------------------------------- | -------------- |
|                                                                       |                      |                                          |                |
| Letnie Igrzyska Olimpijskie w Tokio 2020, reprezentując państwo Łotwa |                      |                                          |                |
| I runda                                                               | Anastasija Sevastova | Australia: Ellen Perez / Samantha Stosur | 6:4, 1:6, 5–10 |

## Finały juniorskich turniejów wielkoszlemowych

### Gra pojedyncza (1)
| Końcowy wynik | Rok  | Turniej   | Nawierzchnia | Przeciwniczka        | Wynik finału  |
| Zwyciężczyni  | 2014 | Wimbledon | Trawiasta    | Kristína Schmiedlová | 2:6, 6:3, 6:0 |